# Jubelt und freut euch über den Herrn
Jubelt und freut euch über den Herrn (manchmal auch kürzer: „Jubelt und freut euch“) ist ein durch die Communauté de Taizé geschriebenes Kirchenlied.

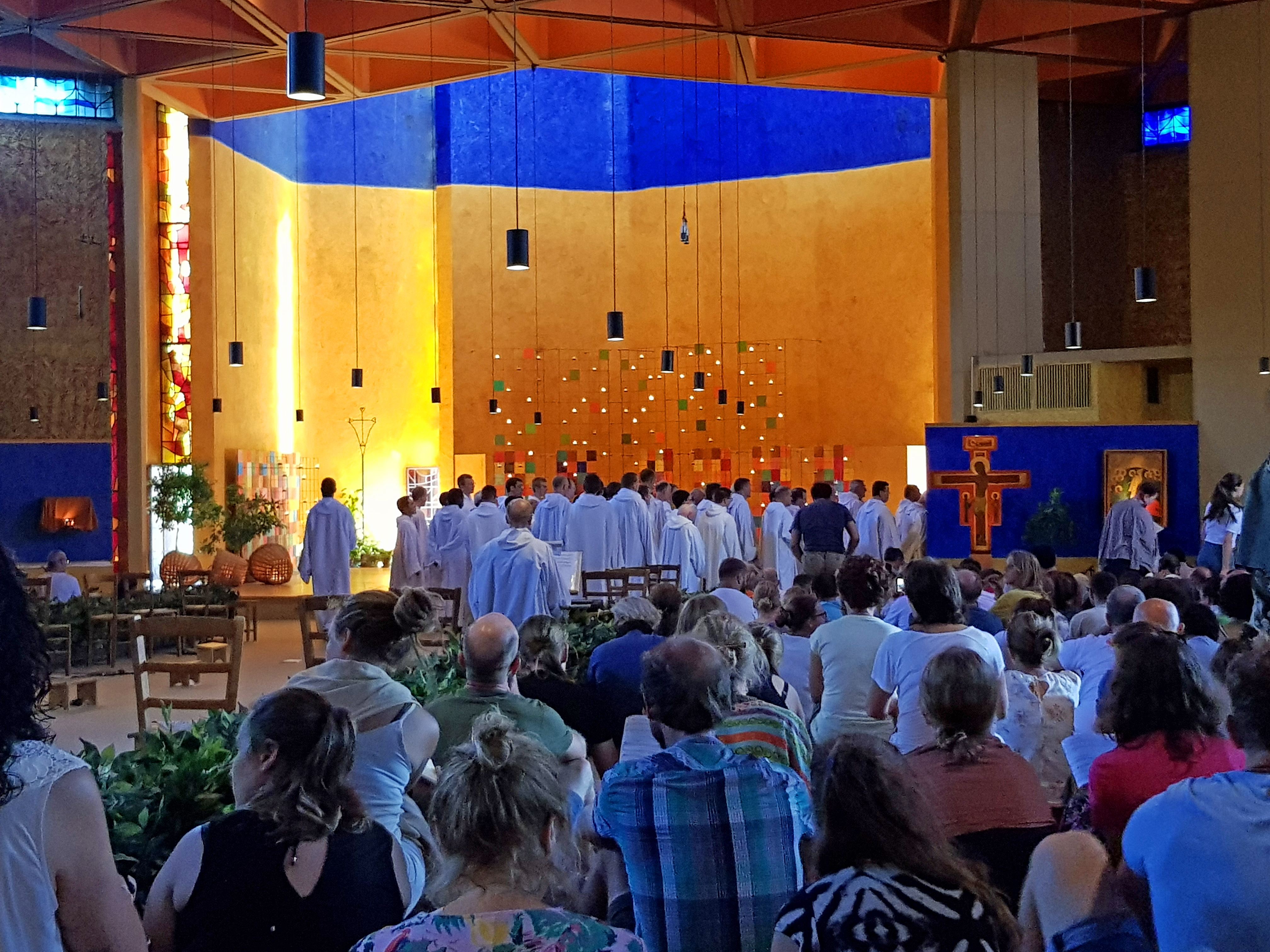
Das Lied wird oft in der Kirche der Versöhnung von Taizé gesungen

## Form
Das Lied ist ein für die Gemeinschaft von Taizé charakteristischer, vierstimmiger Kurzgesang. Das Lied wird in meditativer Weise unverändert wiederholt gesungen. Es kann von Sologesängen unterstützt werden. Zudem gibt es Notensätze für Keyboard, Gitarre, Flöte, Klarinette, Trompete, Trompete-Horn-Posaunen-Trio.
Das Lied ist nur in deutscher Sprache singbar. Das ist bei den Taizé-Liedern unüblich, da es oft viele singbare Übersetzungen gibt (s. z. B. El Senyor).
Der Text hat einen biblischen Ursprung und stammt aus Joel 2,21.23 :

„Den Feind aus dem Norden schicke ich weit von euch weg, ich treibe ihn in ein dürres, verödetes Land, seine Vorhut treibe ich zum östlichen Meer und seine Nachhut zum westlichen Meer. Dann erhebt sich ein Gestank, Verwesungsgeruch steigt von ihm auf, denn er hat sich gebrüstet.  Fürchte dich nicht, Ackerboden! Freu dich und juble; denn der HERR hat Großes getan! Fürchtet euch nicht, ihr Tiere auf dem Feld! Denn das Gras in der Steppe wird wieder grün, der Baum trägt seine Frucht, Feigenbaum und Weinstock bringen ihren Ertrag.  Jubelt, ihr Kinder Zions, und freut euch über den HERRN, euren Gott! Denn er gibt euch Nahrung, wie es recht ist. Er schickt euch den Regen, Herbstregen und Frühjahrsregen wie in früherer Zeit.“

## Geschichte und Ausbreitung
Das Lied wurde 2015 publiziert. Es unterliegt dem Copyright von „Ateliers et Presses de Taizé“, ist also keinem namentlich bekannten Komponisten zuzuordnen. Dies ist bei vielen neueren Taizé-Liedern der Fall.
Im aktuellen Liedheft ist es unter der Nummer 107 zu finden.